# Colli Denton
I colli Denton sono una catena montuosa situata nella regione centro-occidentale della Dipendenza di Ross, sulla costa di Scott, in Antartide. La catena dei colli Denton, che fa parte della catena dei monti Transantartici, è orientata in direzione nord-est/sud-ovest, nella quale si estende per circa 45 km, arrivando a una larghezza massima di circa 17 km, ed è costeggiata a ovest e a nord dal ghiacciaio Blue, che la separa dalla dorsale Royal Society, a sud dal ghiacciaio Howchin e dalla sella Armitage e a est dal grande ghiacciaio Koettlitz. La vetta più alta dei colli Denton è quella del monte Kowalczyk, situato poco a ovest del ghiacciaio Hobbs, il principale ghiacciaio della catena.

## Storia
La catena è stata scoperta nel corso della spedizione Discovery, condotta negli anni 1901-04 dal capitano Robert Falcon Scott, e mappata più approfonditamente da membri del Programma Antartico statunitense e di quello neozelandese negli anni seguenti all'Anno Geofisico Internazionale, 1957-58. Nel 1999 i colli sono poi stati così battezzati dal Comitato consultivo dei nomi antartici in onore di George H. Denton, un professore del dipartimento di scienze della Terra dell'Università del Maine che, tra il 1958 e il 1999, condusse diverse ricerche geologiche nei Monti Transantartici e anche nei colli Denton, visitando l'Antartide più di 25 volte.